# تيجا كاي
تيجا كاي (كارولاينا الجنوبية) (بالإنجليزية: Tega Cay, South Carolina)‏ هي مدينة تقع في الولايات المتحدة في مقاطعة يورك (كارولاينا الجنوبية).  يقدر عدد سكانها بـ 7,620 نسمة ومساحتها 8.2 كم2  وترتفع عن سطح البحر 194 متر.

## التركيبة السكانية
حدّد مكتب تعداد الولايات المتحدة بيانات التركيبة السكانية لتيجا كاي في تعداد الولايات المتحدة. في ما يلي، التركيبة السكانية حسب تعدادي 2000 و2010.

### تعداد عام 2000
بلغ عدد سكان تيجا كاي 4,044 نسمة بحسب تعداد عام 2000، وبلغ عدد الأسر 1,509 أسرة وعدد العائلات 1,229 عائلة مقيمة في المدينة. في حين سجلت الكثافة السكانية 347.4 نسمة لكل كيلومتر مربع (899.8/ميل2). وبلغ عدد الوحدات السكنية 1,577 وحدة بمتوسط كثافة قدره 135.5 لكل كيلومتر مربع (350.9/ميل2).
وتوزع التركيب العرقي للمدينة بنسبة 95.87% من البيض و2.13% من الأمريكيين الأفارقة و0.12% من الأمريكيين الأصليين و0.82% من الأمريكيين ذوي الأصول الآسيوية و0.10% من سكان جزر المحيط الهادئ و0.37% من الأعراق الأخرى و0.59% من عرقين مختلطين أو أكثر و0.91% من الهسبانيون أو اللاتينيون من أي عرق.
بلغ عدد الأسر 1,509 أسرة كانت نسبة 39.4% منها لديها أطفال تحت سن الثامنة عشر تعيش معهم، وبلغت نسبة الأزواج القاطنين مع بعضهم البعض 74.6% من أصل المجموع الكلي للأسر، ونسبة 5.2% من الأسر كان لديها معيلات من الإناث دون وجود شريك،  بينما كانت نسبة 1.7% من الأسر لديها معيلون من الذكور دون وجود شريكة وكانت نسبة 18.6% من غير العائلات. تألفت نسبة 15% من أصل جميع الأسر من عدة أفراد يعيشون في نفس المنزل ونسبة 4% كانت تتألف من شخص يعيش بمفرده يبلغ من العمر 65 عاماً أو أكثر. وبلغ متوسط حجم الأسرة المعيشية 2.68، أما متوسط حجم العائلات فبلغ 2.99.
بلغ العمر الوسطي للسكان 40.0 عاماً. وكانت نسبة 26.8% من القاطنين تحت سن الثامنة عشر، وكانت نسبة 4.3% بين الثامنة عشر والرابعة والعشرين عاماً، ونسبة 29.1% كانت واقعةً في الفئة العمرية ما بين الخامسة والعشرين والرابعة والأربعين عاماً، ونسبة 30.6% كانت ما بين الخامسة والأربعين والرابعة والستين، ونسبة 9.2% كانت ضمن فئة الخامسة والستين عاماً فما فوق. يوجد لكل 100 أنثى 93.4 ذكر، ويوجد لكل 100 أنثى في الثامنة عشر من عمرها فما فوق 93.8 ذكر.
بلغ متوسط دخل الأسرة في المدينة 80,227 دولارًا، أما متوسط دخل العائلة فبلغ 82,926 دولارًا. وكان متوسط دخل الذكور 61,745 دولارًا مقابل 35,082 دولارًا للإناث. وسجل دخل الفرد الخاص بالمدينة 37,275 دولارًا. وكانت نسبة 1.3% من العائلات ونسبة 1.2% من السكان تحت خط الفقر، وكان من هؤلاء نسبة 2.1% تحت سن الثامنة عشر ونسبة 0% في الخامسة والستين من العمر وما فوق.

### تعداد عام 2010
بلغ عدد سكان تيجا كاي 7,620 نسمة بحسب تعداد عام 2010، وبلغ عدد الأسر 2,752 أسرة وعدد العائلات 2,233 عائلة مقيمة في المدينة. في حين سجلت الكثافة السكانية 654.6 نسمة لكل كيلومتر مربع (1,695.4/ميل2). وبلغ عدد الوحدات السكنية 2,926 وحدة بمتوسط كثافة قدره 251.4 لكل كيلومتر مربع (651.1/ميل2).
وتوزع التركيب العرقي للمدينة بنسبة 92.62% من البيض و3.04% من الأمريكيين الأفارقة و0.22% من الأمريكيين الأصليين و1.98% من الأمريكيين ذوي الأصول الآسيوية و0.13% من سكان جزر المحيط الهادئ و0.59% من الأعراق الأخرى و1.40% من عرقين مختلطين أو أكثر و3.33% من الهسبانيون أو اللاتينيون من أي عرق.
بلغ عدد الأسر 2,752 أسرة كانت نسبة 43.3% منها لديها أطفال تحت سن الثامنة عشر تعيش معهم، وبلغت نسبة الأزواج القاطنين مع بعضهم البعض 72% من أصل المجموع الكلي للأسر، ونسبة 6.1% من الأسر كان لديها معيلات من الإناث دون وجود شريك،  بينما كانت نسبة 3.1% من الأسر لديها معيلون من الذكور دون وجود شريكة وكانت نسبة 18.9% من غير العائلات. تألفت نسبة 15.1% من أصل جميع الأسر من عدة أفراد يعيشون في نفس المنزل ونسبة 4.7% كانت تتألف من شخص يعيش بمفرده يبلغ من العمر 65 عاماً أو أكثر. وبلغ متوسط حجم الأسرة المعيشية 2.77، أما متوسط حجم العائلات فبلغ 3.09.
بلغ العمر الوسطي للسكان 40.2 عاماً. وكانت نسبة 29.2% من القاطنين تحت سن الثامنة عشر، وكانت نسبة 3.7% بين الثامنة عشر والرابعة والعشرين عاماً، ونسبة 26.3% كانت واقعةً في الفئة العمرية ما بين الخامسة والعشرين والرابعة والأربعين عاماً، ونسبة 30.2% كانت ما بين الخامسة والأربعين والرابعة والستين، ونسبة 10.5% كانت ضمن فئة الخامسة والستين عاماً فما فوق. وتوزع التركيب الجنسي للسكان بنسبة 49.4% ذكور و50.6% إناث.